# Винк, Питер
Питер Винк (нидерл. Pieter Vink; род. 13 марта 1967, Нордвейкерхаут) — нидерландский футбольный судья.

## Карьера арбитра
Начал судейскую карьеру в 1987 году. В 1993 году был избран в Эредивизие-класс C. В 1996 году перешёл в Эредивизие-класс B, а затем стал судьей в Эредивизие-класс A страны в 1999 году. Судья ФИФА с 2004 года, в том же году дебютировал в матчах Кубка УЕФА.

### Матчи с судейством Винка
- Судил финальный матч юношеского Чемпионата Европы, когда Франция разгромила Англию 3-1.
- После реконструкции стадиона «Уэмбли» стал первым судьёй, судившим на обновлённом стадионе. Матч между юношескими сборными Англии и Италии (счёт 3:3).
- Судил 4 матча Лиги Чемпионов сезона 2007—2008. Один из них — Стяуа-БАТЭ.
- Судил матчи квалификации к ЕВРО-2008 — Шотландия-Украина (3:1), Северная Ирландия-Дания (2:1).
- Судил матч Кубка Англии Арсенал-Ливерпуль.
- Судил матч ЕВРО-2008 Австрия-Хорватия (0:1).
- 3 августа 2011 года Питер Винк судил прощальный матч Эдвина Ван дер Сара.

### Крупные турниры
19 декабря 2007 года было объявлено, что Винк возглавит команду официальных лиц Нидерландов, отобранных для участия в соревнованиях Евро-2008, которые будет проходить в Австрии и Швейцарии. Он судил матч между сборными Австрии и Хорватии.